# St. Johns megye
St. Johns megye az Amerikai Egyesült Államokban, azon belül Florida államban található. Megyeszékhelye St. Augustine, legnagyobb városa Ponte Vedra Beach. Lakosainak száma 273 425 fő (2020. április 1.). St. Johns megye Duval, Flagler, Putnam és Clay megyékkel határos.

## Népesség
A megye népességének változása:
| Lakosok száma | 191 267 | 196 052 | 202 328 | 209 647 | 226 640 | 273 425 |
|               | 2010    | 2011    | 2012    | 2013    | 2015    | 2020    |